# Madeleine Egle
Madeleine Egle (Hall in Tirol, 21 de agosto de 1998) es una deportista austríaca que compite en luge en la modalidad individual. Es sobrina nieta de la piloto de luge Angelika Schafferer, y su hermana Selina compite en el mismo deporte.
Participó en dos Juegos Olímpicos de Invierno, obteniendo dos medallas, bronce en Pyeongchang 2018, por equipo (con David Gleirscher, Peter Penz y Georg Fischler), y plata en Pekín 2022, por equipo (con Wolfgang Kindl, Thomas Steu y Lorenz Koller).
Ganó cinco medallas en el Campeonato Mundial de Luge entre los años 2021 y 2025, y seis medallas en el Campeonato Europeo de Luge entre los años 2020 y 2025.

## Palmarés internacional
| Juegos Olímpicos   | Juegos Olímpicos            | Juegos Olímpicos  | Juegos Olímpicos |
| Año                | Lugar                       | Medalla           | Prueba           |
| ------------------ | --------------------------- | ----------------- | ---------------- |
| 2018               | Pyeongchang (Corea del Sur) | Medalla de bronce | Equipo           |
| 2022               | Pekín (China)               | Medalla de plata  | Equipo           |
| Campeonato Mundial |                             |                   |                  |
| Año                | Lugar                       | Medalla           | Prueba           |
| 2021               | Königssee (Alemania)        | Medalla de oro    | Equipo           |
| 2023               | Oberhof (Alemania)          | Medalla de plata  | Equipo           |
| 2024               | Altenberg (Alemania)        | Medalla de bronce | Individual       |
| 2025               | Whistler (Canadá)           | Medalla de plata  | Equipo           |
| 2025               | Whistler (Canadá)           | Medalla de bronce | Individual mixto |
| Campeonato Europeo |                             |                   |                  |
| Año                | Lugar                       | Medalla           | Prueba           |
| 2020               | Lillehammer (Noruega)       | Medalla de oro    | Equipo           |
| 2022               | St. Moritz (Suiza)          | Medalla de plata  | Individual       |
| 2024               | Igls (Austria)              | Medalla de oro    | Individual       |
| 2024               | Igls (Austria)              | Medalla de oro    | Equipo           |
| 2025               | Winterberg (Alemania)       | Medalla de plata  | Individual       |
| 2025               | Winterberg (Alemania)       | Medalla de oro    | Equipo           |